# Григорий IV (папа римский)
Григорий IV (лат. Gregorius PP. IV; ? — 25 января 844) — папа римский с 20 декабря 827 года по 25 января 844 года. Поначалу признал верховенство светской власти над духовной, однако затем поддержал восстание Лотаря I против Людовика I Благочестивого. Перестроил базилику Сан-Марко в Риме. Установил День всех святых 1 ноября.

## Ранняя карьера
Григорий был сыном римского патриция по имени Иоанн. В сан священника Григорий был рукоположён во время понтификата папы Пасхалия I, ко времени смерти папы Валентина в 827 году Григорий уже был кардиналом базилики Святого Марка в Риме. Как и его предшественник, Григорий был выдвинут знатью, и избиратели единодушно согласились, что он самый достойный из кандидатов. Знать нашла его в базилике святых Космы и Дамиана, откуда, несмотря на его протесты, он был приведен в Латеранский дворец, после чего был возведен на престол как папа в октябре 827 года. Возвышение Григория, как полагают, представляло собой продолжение попыток римской знати контролировать политическую ситуацию в Риме, начавшихся во время понтификата Евгения II.
Освящение Григория было отложено, пока 29 марта 828 года он не получил уведомление об утверждении императором Людовиком своего избрания. Эта задержка произошла из-за требований имперских посланников, которые напоминали, что «Римская конституция» 824 года запрещала освящение любого папы без согласия императора.
В январе 829 года Григорий был вовлечен в спор с аббатством Фарфа по поводу права собственности римской церкви на местные земли. В суде в присутствии Григория Ингоальд, игумен Фарфа, утверждал, что франкские императоры предоставил ему монастырские земли и что папы Адриан I и Лев III овладели ими незаконно. Императорский представитель вынес решение в пользу аббатства, обязав папу вернуть земли монастырю. Несмотря на это, Григорий отказался признать решение, но нет никаких доказательств и того, что ему удалось добиться его отмены.

## Ссоры Каролингов

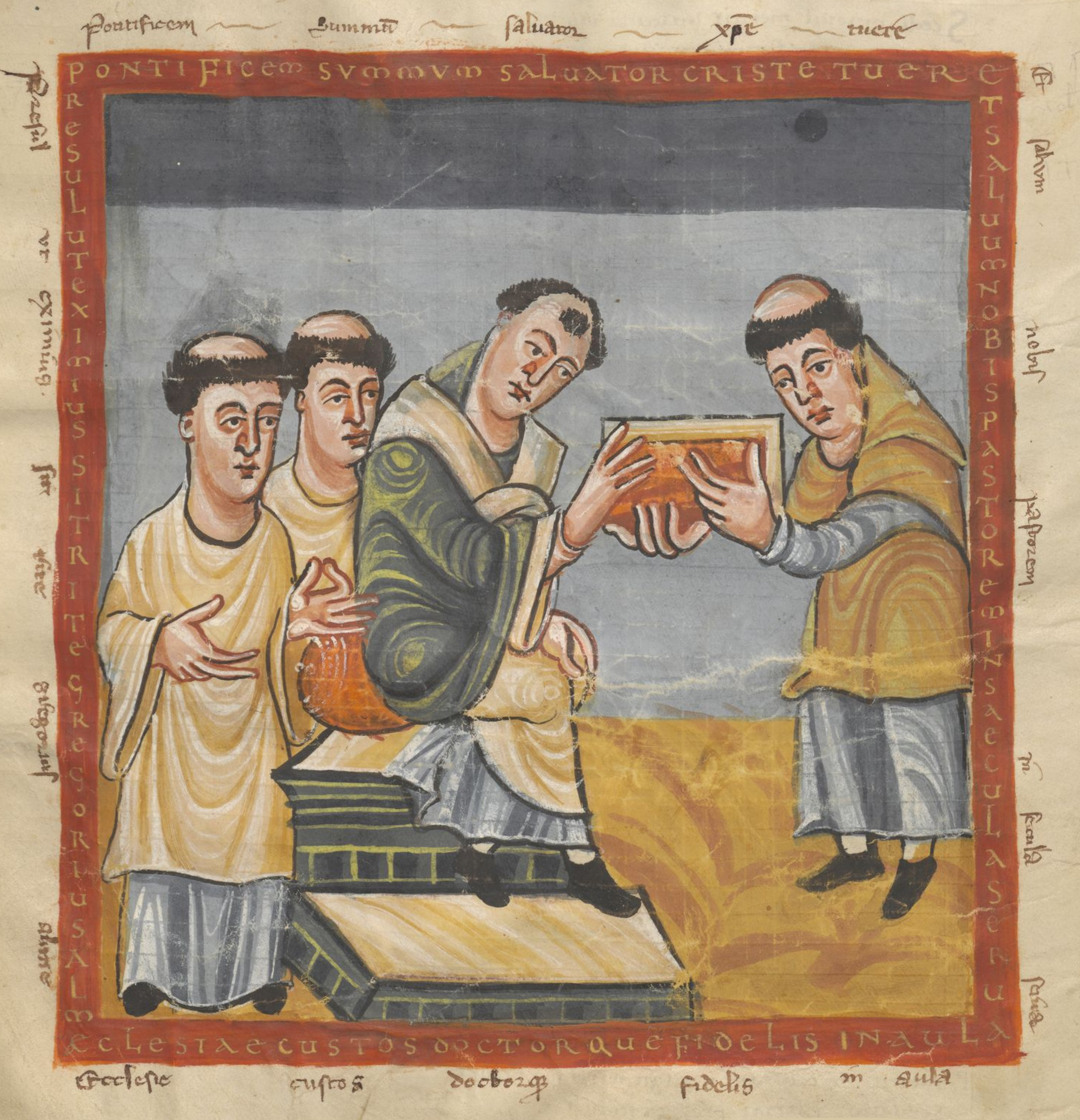
Папа Григорий IV (в центре) получает книгу из рук Рабана Мавра (справа)

Со временем папская зависимость от императора Священной Римской империи ослабла из-за ссоры Людовика Благочестивого со своими сыновьями, будущим императором Лотарем I, Пипином I Аквитанским и Людовиком Немецким. Решение Людовика аннулировать данное в 817 году обещание о разделе империи между тремя старшими сыновьями, чтобы выделить земли своему младшему сыну, Карлу Лысому. В 829 году Григорий раскритиковал это решение в письме к франкским епископам. В следующем году (октябрь 830), после восстания и примирения между Людовиком и его сыновьями, Григорий заявил, что жена Людовика Юдифь Баварская должна быть освобождена из монастыря, куда её насильно отправили в ходе смуты противники императора.

Когда война между отцом и сыновьями возобновились, в Пасху 833 года Григорий обратился к Лотарю, чтобы добиться его примирения с отцом. Он покинул Рим и отправился к Лотарю в надежде, что его вмешательство будет способствовать миру, но на практике эти инициативы привели в раздражение франкских епископов и Людовика — они посчитал, что Григорий активно поддерживает Лотаря. Епископы отказались подчиниться Папе и пригрозил отлучить его, если бы он отлучил их, или даже свергнуть папу. Раздраженный Григорий в ответ заявил о примате престола Святого Петра над светской властью императора. Он заявил епископам:
«Вы во всеуслышание ощутили восторг, когда узнали о моем прибытии, думая, что это было бы большим преимуществом для императора и народа; Вы также добавили, что вы послушались бы моих указаний, если бы не указания императора. Но вы должны рассматривать указания Апостольского Престола не менее весомыми, чем от императора. Власть духа, которая принадлежит епископам, является более важной, чем имперская, которая является лишь временной…»
Войска Людовика и двух его сыновей встретились на Красном поле, у Кольмара, 24 июня 833 года. Сыновья убедили Григория пойти в лагерь Людовика с предложением переговоров, но император отказался принять папу. Тем не менее, Григорию удалось убедить Людовика в своей честности и вернулся к Лотарю с условиями мира. Однако Григорий вскоре понял, что был обманут Лотарем. Григорий был лишен возможности возвращения к императору, в то время как Людовик был покинут своими сторонниками и был вынужден сдаться. Император был свергнут и отправлен в заточение, а Лотарь провозглашен императором. После этих событий Григорий вернулся в Рим, в то время как Людовик был восстановлен в 834 году. Император послал делегацию, чтобы расспросить папу о событиях, которые привели к заточению Людовика. Григорий дал клятву, что его намерения были искренними и что он всегда стремился к достижению мирного урегулирования конфликта между Людовиком и его сыновьями. После этой неудачной попытки выступить в качестве миротворца Григорий предпочел сосредоточиться на решении внутренних вопросов церкви.
В 836 году Лотарь, в статусе короля Италии, начал захват владений Римской церкви. После обращения к Людовику император послал комиссаров расследовать это дело. Хотя Григорий был болен, он сумел прояснить посланникам ситуацию и попросил их отвезти письмо к императору с изложением обвинений в адрес Лотаря за преступления против церкви. В 840 году, со смертью Людовика и коронацией Лотаря императором, разразилась война между сыновьями Людовика. Григорий сделал неудачные попытки стать посредником в конфликте, отправив Георгия, архиепископа Равенны в качестве своего представителя. По данным Пруденция из Труа, Георгий добросовестно пытался добиться своей цели. Однако, по некоторым данным, он вел и свою игру: пытался подкупить Лотаря, чтобы стать независимым от Рима архиепископом. Последовавший Верденский договор закрепил распад империи Карла Великого, а Лотарь сохранил императорский титул и контроль над Италией.

## Строительство и религиозные вопросы

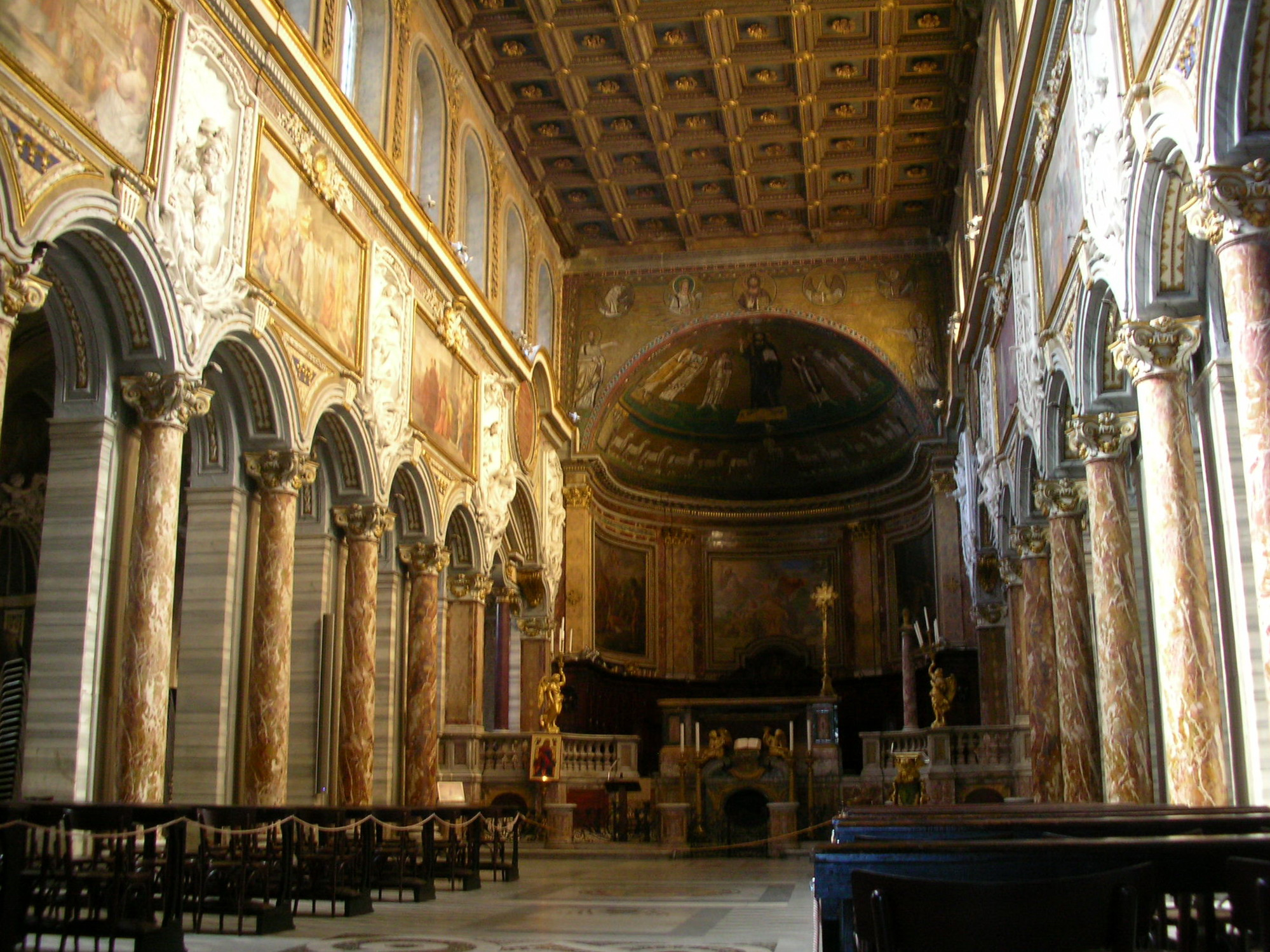
Интерьер базилики Святого Марка в Риме с византийскими мозаиками, заказанными Григорием IV

Григорий внес свой вклад в архитектурное развитие Рима. В 833 году Григорий полностью перестроил базилику Святого Марка в Риме, украсив её стены мозаиками в византийском стиле. Ряд других церквей были отремонтированы или восстановлены. Он перестроил атриум базилики Святого Петра и в недавно отремонтированную часовню поместил останки святого Григория, а из катакомб Рима он перевез прах Святого Себастьяна и Святого Горгония.
Григорий также отремонтировал Акведук Траяна, который был поврежден во время понтификата Льва III. После 841 года папа перестроил и укрепил части порта Остия Антика от нападений сарацин, переименовав его в Грегориополис. Примерно в это же время он восстановил колонию Галерия вдоль Портуенской дороги и основал новую колонию, названную Дракон, на левому берегу реки Тибр. Это был первый пример освоения земель, проведенного папой на его собственной территории.
Понтификат Григория был ознаменован окончания иконоборческих споров в Византии, в то время как сам Григорий способствовал празднованию Дня всех Святых в рамках франкского королевства по обе стороны реки Рейн. Григорий также известен своим назначением Ансгара архиепископом Гамбурга и Бремена в 832 году и апостольским легатом в северных и восточных частях Европы. Григорий также поддержал кандидатуру Иоанна IV в качестве епископа Неаполя.
Григорий принял статус арбитра во время своего путешествия по Франции в 833 году по делу в отношении епископа Олдрика из Ле-Мана, который просил защиты от сторонников Лотаря. 8 июля 833 года Григорий написал епископам Галлии и Германии, заявив, что Олдрик имел полное право обратиться к папе и что пока папа не вынес решение в ту или другую сторону, никто не может вынести приговор вместо него.
25 января 844 года Григорий IV умер и был похоронен в базилике Святого Петра.